# Kutschi

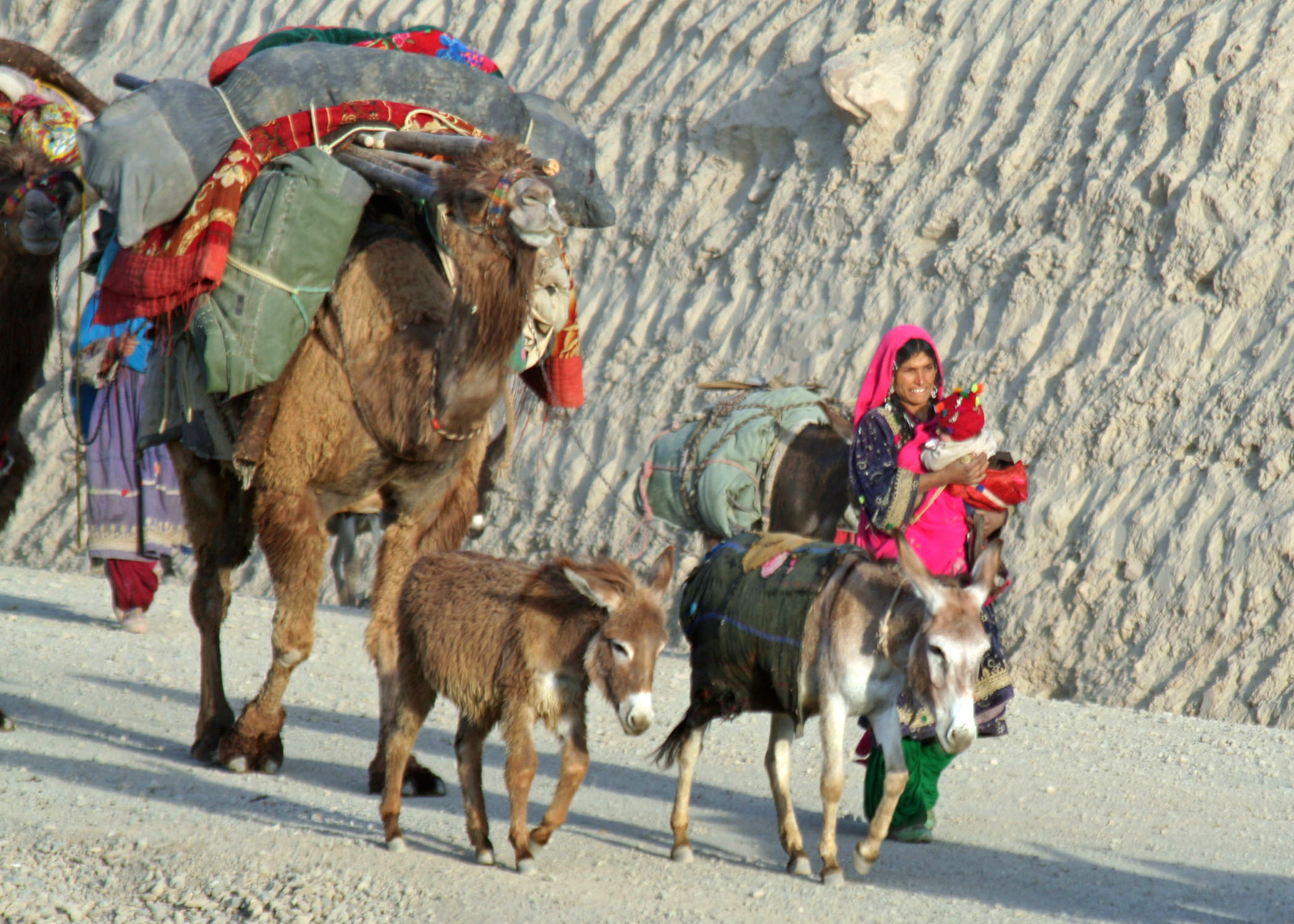
Kuchis beim Durchwandern des Pandschschir-Tals in Afghanistan

Kutschi (englisch Kuchi oder Kochi; von persisch کوچ kotsch, ‚Wanderung‘; auch Kutschgār) sind überwiegend den Paschtunen angehörende Nomaden, die im Nordosten und Süden Afghanistans und in Pakistan leben. Im Westen und Norden Afghanistans wird anstelle von Kutschi der Begriff Maldar („Herdenbesitzer“) für alle mit Tieren umherziehenden Bevölkerungsgruppen verwendet. In Pakistan ist die Bezeichnung Powindah verbreitet.
In Afghanistan zählen die Mitglieder der nicht eine Ethnie bildenden, sondern einer Kaste ähnelnden gesellschaftlichen Gruppe meist zu den Ghilzai- und zu den Durrani-Paschtunen, manche gehören anderen Volksgruppen, etwa den Belutschen an. Die Zahl der Kutschi wird auf rund drei Millionen geschätzt, von denen etwa 60 Prozent eine nomadische Lebensweise praktizieren.
Kutschi werden von den United Nations Assistance Mission in Afghanistan als eine der größten gefährdeten Gruppen des Landes bezeichnet. Der Paschtune Haschmat Ghani Ahmadzai ist ihr ethnischer Führer.
In die afghanische Verfassung wurden in Artikel 14 und 44 Bestimmungen aufgenommen, die dazu beitragen sollen, die Situation der Kutschi zu verbessern. Dies schließt Bestimmungen zur Unterbringung, zur Bildung und zu ihrer politischen Vertretung ein.
Nach der Jahrtausendwende beanspruchten Kutschi wiederholt Land im Hazadschat und griffen die daraufhin flüchtende Bevölkerung der Hazara mehrfach an, wobei auch Panzerfäuste zum Einsatz kamen.
Der Name kutschi, mit dem heute in Afghanistan generell Nomaden bezeichnet werden, leitet sich vom persischen Wort kotsch („Migration“) ab, das auf das turkische Verb köç- mit der ursprünglichen Bedeutung „reisen, abreisen, aufbrechen“ zurückgeht.